# 比特幣自動櫃員機
比特幣自動櫃員機 (英語：Bitcoin ATM) 是一個提供兌換比特幣和現金的自動化機器。 一些比特幣自動櫃員機提供雙向功能，即用戶既可以購買比特幣，也可以出售比特幣現金。 在某些情況下，比特幣ATM提供商要求用戶擁有現有帳戶才能在機器上進行交易。
除了比特幣外，一些比特幣自動櫃員機還會支援其他的加密電子貨幣，如以太坊、萊特幣、比特幣現金等。
比特幣自動櫃員機不是傳統意義上的自動櫃員機。 比特幣自動櫃員機是一個連接到互聯網，允許用現金換取作為紙質收據給出的比特幣，或者將錢轉移到區塊鏈上的公鑰的機器，或直接轉入用戶的比特幣錢包或用戶的加密貨幣錢包。 它們看起來像傳統的ATM，但比特幣ATM不連接到銀行帳戶，而是將用戶直接連接到比特幣交換機。
雖然比特幣本身沒有太大的交易費用及最低買賣價。但不少比特幣自動櫃員機有一定程度的買賣差價，也有不少設有最低買賣價。
全球首部 Bitcoin ATM 於 2013年10月29日在加拿大面世。而美國、香港首部Bitcoin ATM 則在2014年年初面世。
在2021年，全球首個以比特幣為法定貨幣的主權國家，薩爾瓦多共和國，發生了反比特幣示威，示威者焚燒了多部比特幣自動提款機。